# 朝鮮排華事件

排華事件が起きた朝鮮半島

朝鮮排華事件（ちょうせんはいかじけん）とは、1931年7月3日から発生した朝鮮半島における朝鮮人による中華街襲撃事件とそれに係る中国人殺傷事件。
朝鮮内排華事件、朝鮮事件とも呼称される。万宝山事件に包含して呼称されることもある。
リットン調査団は朝鮮人によって中国人127名が殺害されたと報告している。

## 背景

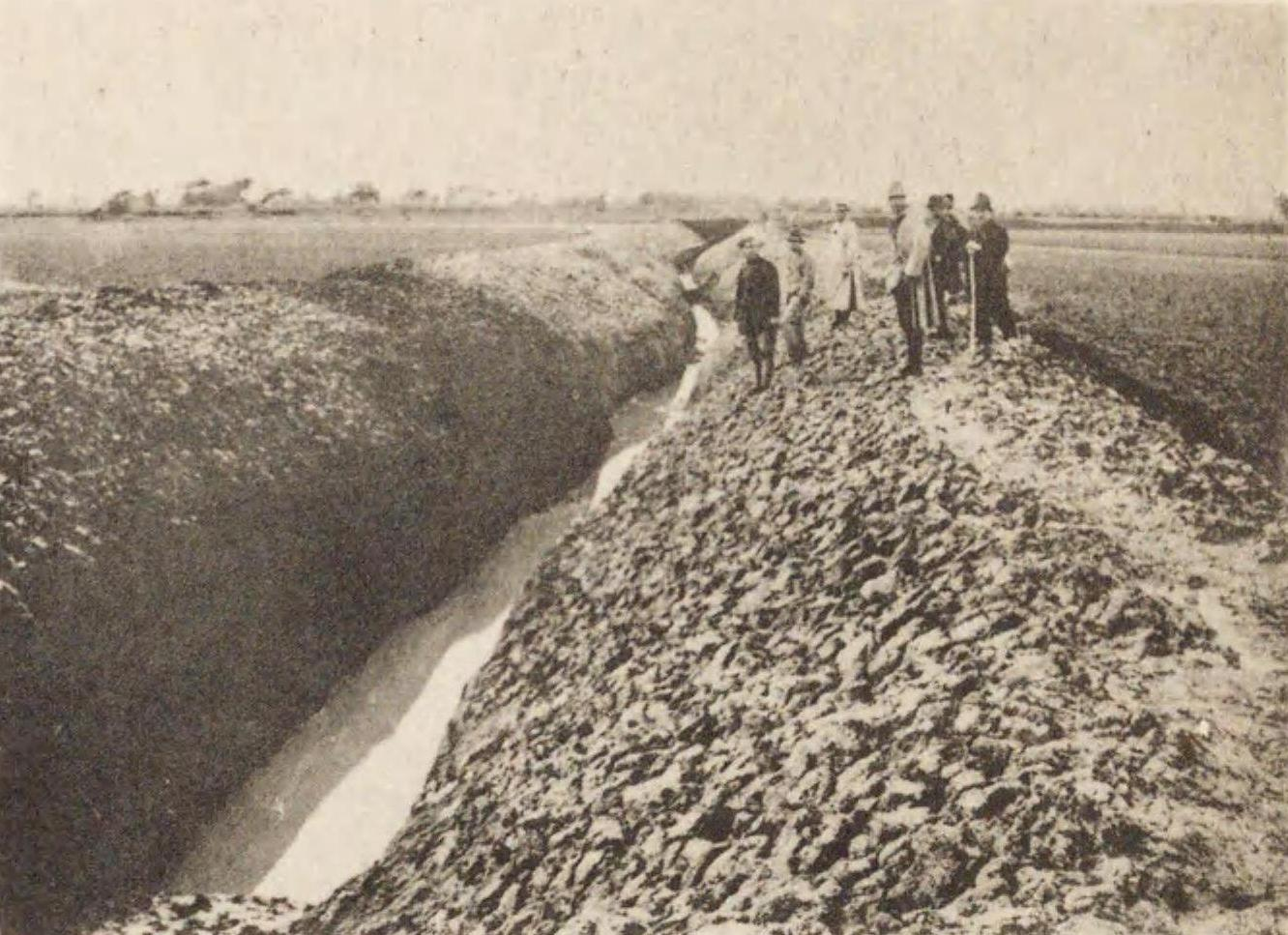
朝鮮人が長春西北に設置した用水路

韓国統監府が設置された当時の李氏朝鮮統治下の華僑は3,361人であったが、日本統治時代を通じて居住者（山東出身が80%）が増加し、1930年には67,794人に達していた。華僑居住者の存在とともに排華事件が起きることとなっていった。1927年12月には中国における朝鮮人迫害を受け朝鮮全土で大規模な排華事件が起きていた。
1931年の排華事件は、満州国の長春（後の新京）西北に入植した朝鮮人が周辺の中国人との間に了解を得ることなく用水路を建設したことに端を発し、朝鮮人と中国人の衝突が起こり、中華民国と日本（日本国籍者である朝鮮人保護は日本の義務であった）双方の警官隊による発砲事件にまで発展した万宝山事件が起きていた。
もともとは1909年に締結された条約により、日本人（及び朝鮮人）は土地を賃借し農業を行う権利を保障されていたが、中国人地主郝永徳が中華民国政府の許可なしで勝手に朝鮮人に賃借し、賃借契約を結んだ朝鮮人が用水路を作ったことが当地の中国人農民の農業生産に影響したため、中国人農民約400人によって水路破壊作業が始められた。「中国側は一方的に破棄する」と批判され、将来の保障がなされないままに事件が収束したため、中国人・日本人・朝鮮人が平等に経済活動を行える満洲を目指す幣原喜重郎外務大臣の外交方針を根本から崩すものとなったため幣原外交の行き詰まりの原因の一つとなった。

## 概要

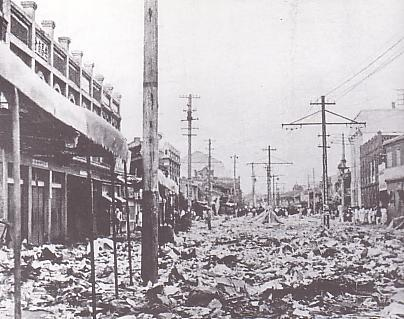
中国人襲撃事件後の平壌（1931年7月）

万宝山事件とそれに係る誤った誇大報道により感情を刺戟された朝鮮人によって、日本統治下の朝鮮京城府（現大韓民国ソウル特別市）仁川を中心にして朝鮮半島各地で中国人襲撃事件が起きていた。7月3日午前1時に仁川で軽微な暴行事件が起きると、朝鮮総督府は直ちに朝鮮各道に警戒するよう通牒を出した。総督府は悪化して行く情勢を受け、3度にわたって通牒を発していたが平壌では大事件が勃発することとなった。
7月4日午後9時30分、京城府外新堂里において100余名の朝鮮人と40名の中国人が衝突し、朝鮮人1名が死亡し中国人1名が重傷を負う事件が起き、その他数か所に渡って中国人住居が放火される事件が起きた。同日午後11時より仁川では数千人の群衆が警察に反抗し、外里派出所（交番）を襲撃して破壊するとともに電線を切断するなど暴動を激化させていった。このため総督府は警察官に武装させて厳重警戒を布いたところ、午前3時にようやく襲撃団を解散させることができた。
7月5日、朝鮮総督府は各道知事に民心を刺戟・扇動する記事を掲載しないよう新聞・通信社に対して警告するよう通牒する。同日、平壌では午後9時から翌7月6日3時にかけて数千人の朝鮮人が中華街を襲撃し、狂暴の限りを尽くし中国人88名を殺害し、102名を負傷させた。事件を食い止めようと已む無く警察が発砲したため朝鮮人1名も死亡した。総督府は事態の悪化を防ぐため、職員を派遣するとともに補助憲兵の応援を頼み現地駐屯部隊からは将兵51名が派遣された。また、警察官115名を増派して、武装警官350名をもって警戒にあたったが警察官35名が負傷する事態となった。事件発生地の仁川では警察官30名と乗馬5頭が負傷した。このような暴動のさなか総督府は被災者の収容に務めていた。
7月6日には、駐京城中華民国領事から中華民国政府及び駐日大使に対して、日本警察が即時武装し鎮圧するよう求める要請がなされた。
7月7日、平壌では平壌大同両警察署、医学講習所、道立病院、平壌府及び中国人経営の工場で中国人避難民4,000名を収容保護していた。しかし、先の工場では午前4時半に3,000人の朝鮮人によって襲撃され、これを防ごうとした警察官が已む無く発砲し朝鮮人1名が死亡した。数日間にわたって行われた暴動で中国人商店はことごとく襲われ、中国人家屋は破壊された。

## 影響

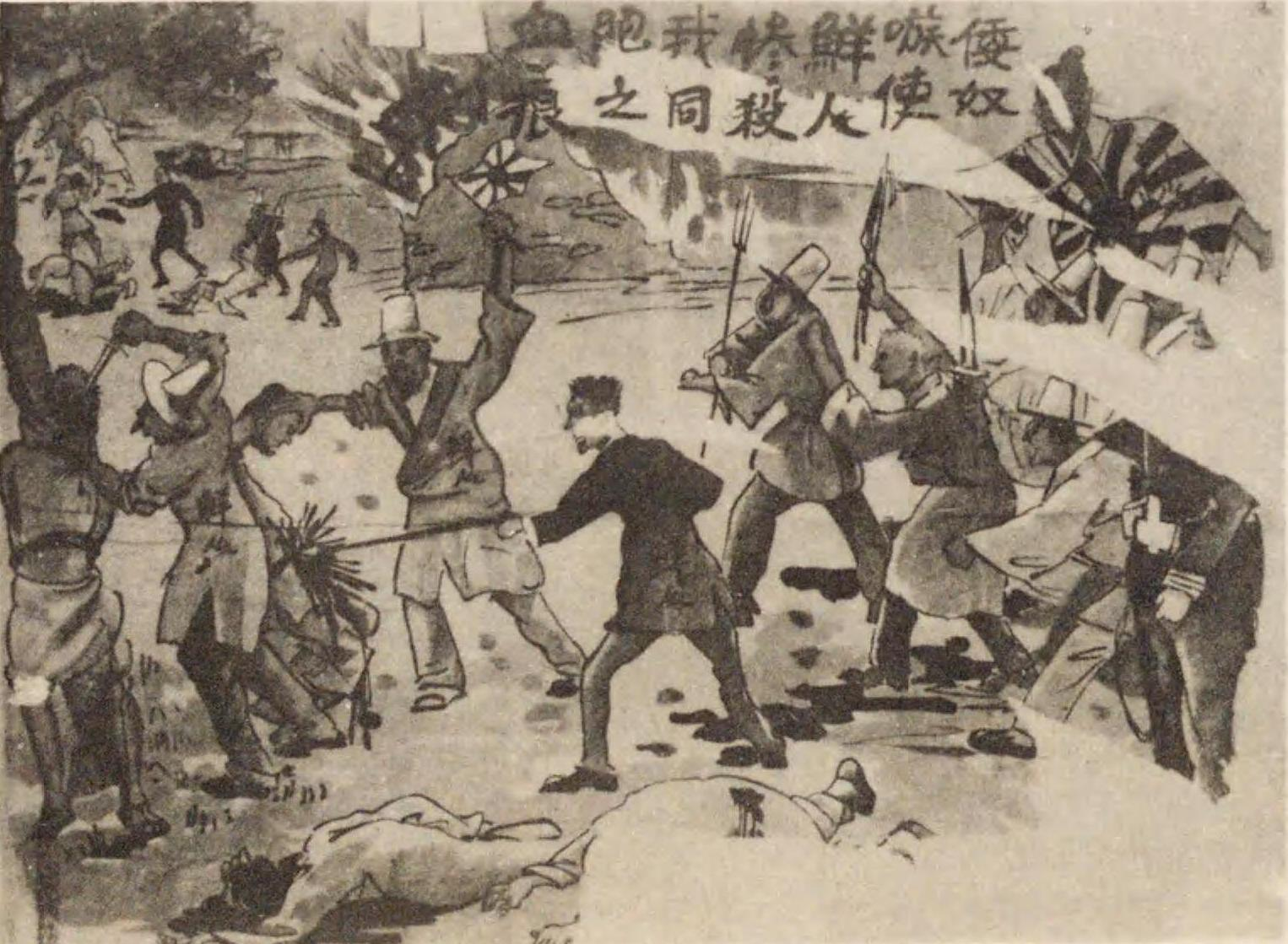
「倭奴嗾使鮮人惨殺我同胞之血痕」（倭奴（日本や日本人に対する蔑称）は鮮人を使嗾し我が同胞を惨殺するという惨事）、中国側が事件後に作成した排日ポスター

事件は朝鮮半島に留まらず、日本内地でも在日朝鮮人による在日中国人襲撃事件が各地で引き起こされた。
7月9日、中華民国南京で日本側と王正廷外交部長との間に会見が開かれ、日本側からは事態鎮定へ向け尽力していることが説明され、中国側からは華僑保護に十分な警戒が加えられつつあることにつき甚だ結構であるとの応答がなされた。
7月11日までに朝鮮総督府は中国人犠牲者は死者100名、負傷者120名に上ったと広報で発表した。現在、陳來幸兵庫県立大学教授は中国人死者は141名であったとしている。平壌での犠牲者に限定した数値では、岡崎久彦は殺害された中国人は100余名としており、太平洋戦争研究会は中国人犠牲者は死者109名、生死不明63名、負傷者160余名としている。
7月15日午前11時、万宝山事件を朝鮮に報道した朝鮮日報満洲長春支局長金利三（本名:金永錫）が宿泊先を訪れた朝鮮人によってピストルの銃弾3発を撃ち込まれた。知らせを受けた駐吉林日本領事館が領事館警察朴昌厦巡査を派遣したところ、先に現場に到着していた中国人警察によって犯人として公安局分駐所に連行され、その後交渉署に移送された。これらの事件を受け中国人群衆が集まったためそれを排除するために中国人警察官が発砲し、中国人1名が撃たれる事件も派生した。両負傷者は直ちに南満州鉄道経営東洋病院に搬送されたが、午後1時に金利三は死亡した。朴巡査の連行を受けて日本領事館から小森書記生、田中署長が交渉署に赴き、朴巡査が所持していた拳銃が新品で銃身に塵一つないことを明らかにするなどして同日中に解放させた。ところが、7月16日付吉長日報が「鮮東亜報記者過害、行兇日巡査韓人朴昌厦」と大々的に報じたため、日本側は中国側に対し犯人逮捕と記事の取り消しを要求した。
7月23日に蔣介石が全国民に向けて発表した声明では朝鮮華僑慘案として取り上げられた。